# Teodor Buchholz

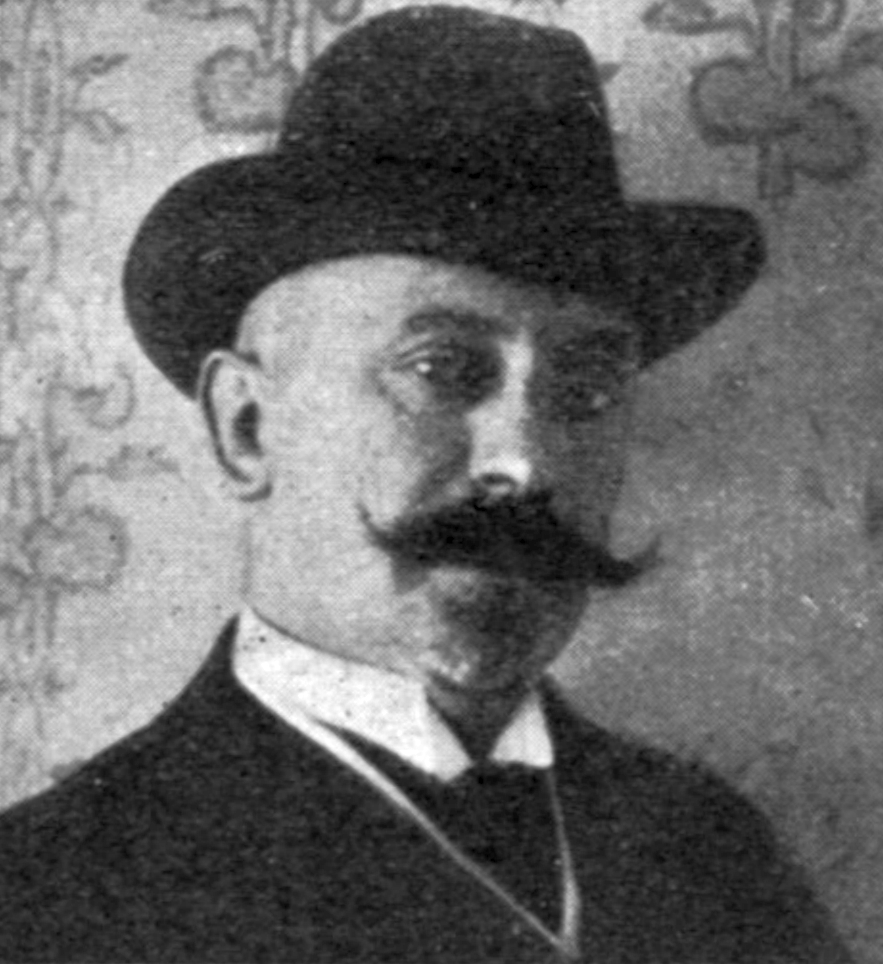
Foto

Teodor Buchholz, auch Fjodor Buchholz (* 9. Juni 1857 in Włocławek; † 7. Mai 1942 in Leningrad), war ein polnisch-russischer Maler des Realismus. Seine Familie war deutscher Herkunft.

## Leben und Werk
Buchholz’ Familie besaß eine Druckerei in Włocławek. Er studierte Kunst an der Kaiserlichen Kunstakademie in St. Petersburg und blieb nach dem Studium in der Stadt, wo er Dozent an der Kaiserlichen Kunstakademie wurde. Er malte insbesondere Historienbilder und Landschaften. Ende des 19. Jahrhunderts experimentierte er mit dem Jugendstil, kehrte jedoch bald zu dem Realismus zurück. Er stellte in St. Petersburg/Leningrad und Warschau (Galeria Zachęta) aus.